# Breitenbach (Efze)
Der Breitenbach ist ein Fließgewässer in der Gemeinde Knüllwald im Schwalm-Eder-Kreis in Hessen.

## Geographie

### Verlauf
Der rechte Zufluss der Efze entspringt südöstlich von Ellingshausen, einem Ortsteil von Knüllwald. Er fließt von dort in nordwestlicher Richtung parallel zur L 3153 und durch Ellingshausen. Der Bach unterquert die A 7 und mündet am südöstlichen Ortsrand von Völkershain, einem Ortsteil von Knüllwald, in die Efze. Nördlich erstreckt sich das etwa 114,1 ha große Naturschutzgebiet Roßbachtal bei Völkershain.

### Zuflüsse
- Detschbach, von rechts nach Ellingshausen
- Roßbach, von rechts